# Berenice II
Berenice II (267 ou 266 — 221 a.C.) era filha do rei ptolomaico Magas de Cirene e da rainha selêucida Apama. Única herdeira de seu pai, assumiu o trono ainda adolescente por volta do ano 230 a.C..
Berenice (o nome significa "Portadora da Vitória"), recebeu seu nome em homenagem à sua avó, Berenice I. A rainha, além de uma notável administradora, era conhecida como excelente amazona, tendo mesmo entrado em batalhas.

## Família
Seu pai era Magas de Cirene, filho do primeiro casamento de Berenice I, com um nobre macedônio chamado Filipe. Berenice I, mais tarde, se tornaria amante de Ptolemeu I Sóter, e mãe do seu herdeiro, Ptolemeu II Filadelfos.
Magas de Cirene casou com Apama, filha de Antíoco I Sóter  e Estratonice. Apama tinha o nome de sua avó persa; o casamento entre Magas de Cirene e Apama foi uma aliança entre Magas e os selêucidas contra Ptolemeu II.
Segundo Juniano Justino, a mãe de Berenice se chamava Arsínoe, a identidade entre Apama e Arsínoe foi confirmada pelos Papiros de Oxirrinco.

## Casamentos
Berenice II havia sido prometida por seu pai como esposa a Ptolemeu III Evérgeta, para acabar com a divisão entre a Cirenaica e o Egito, mas, após a morte de Magas de Cirene, Arsínoe, a mãe de Berenice II, chamou Demétrio, o Belo, para casar-se com a filha.
Berenice foi casada duas vezes, a primeira, em 249 a.C,[carece de fontes?] foi com seu primo Demétrio, o Belo, filho de Demétrio Poliórcetes  e Ptolemaida,  filha de Ptolemeu I Sóter. O casamento com Demétrio durou pouco:[carece de fontes?] Demétrio era muito belo, atraiu as atenções da sua sogra, agindo de forma arrogante com a família real e o exército, e transferiu sua atenção da filha para a mãe. Como em Cirenaica havia uma vontade de fazer aliança com Ptolemeu, iniciou-se a conspiração contra Demétrio. Os assassinos foram enviados quando Demétrio estava na cama com Arsínoe, que, ouvindo a voz da filha, tentou proteger seu amante, deitando-se sobre ele, mas, mesmo assim, Demétrio foi assassinado. Na sequência, Berenice casou-se conforme o desejo de seu pai.
Seu segundo marido foi Ptolemeu III Evérgeta I,  também seu primo, filho do faraó Ptolemeu II Filadelfo, e da primeira esposa deste, Arsínoe I, filha de Lisímaco. Com o casamento, os reinos do Egito e da Cirenaica se fundiram, aumentando consideravelmente o território ptolomaico.

## Rainha do Egito
Segundo a versão de que nos chega de Higino, poucos dias depois de casarem, chegou a noticia de que Berenice Sira, irmã de seu marido que havia se casado com Antíoco II Teos em mais um dos muitos casamentos diplomáticos dos Ptolomeus, havia sido assassinada na corte selêucida, fazendo com que Ptolomeu partisse em missão militar para a Síria.
Durante os anos em que Ptolomeu III esteve fora do Egito na guerra, Berenice assumiu o governo competentemente, demonstrando ser uma excelente rainha soberana.
Berenice II, possuidora de cabelos magníficos, prometeu oferece-los aos deuses se seu marido regressasse a salvo da guerra. Quando ele voltou, a rainha cumpriu a promessa, depositando-os no templo dedicado à deusa Ártemis em Zéfirio, nas proximidades da moderna Assuão.
Alguns dias depois, verificou-se que a cabeleira desaparecera. Cónon de Samos, matemático e astrónomo que trabalhou em Alexandria, mostrou ao rei as estrelas nas proximidades da constelação de Leão, dizendo-lhe que elas seriam a cabeleira da rainha, pois a oferenda teria agradado tanto às divindades que estas a tinham colocado no céu.
A constelação foi batizada como Cabeleira de Berenice (Coma Berenices) em comemoração a este incidente. Calímacos celebra a transformação num poema de que apenas restam umas linhas, mas do qual existe uma tradução por Catulo.
Sabe-se que Berenice participou de corridas de bigas dos Jogos de Nemeia, uma espécie de olimpíada, entre 245 e 241 a.C, e que foi vitoriosa.

## Morte e descendência
Pouco após a morte do seu marido em 220 a.C., ela é assassinada à mando de seu filho Ptolomeu IV, com quem estaria governando como co-regente.
Magas foi seu filho com Ptolemeu III. Possivelmente, outros filhos do casal foram Ptolomeu IV Filopátor,[carece de fontes?] Arsínoe III (filha de Berenice), Alexandre e Berenice.
Apenas Ptolemeu e Arsínoe se mantiveram vivos após a morte dos pais. Magas foi assassinado por Sosíbio, e Alexandro provavelmente foi assassinado a mando de Ptolomeu IV para evitar problemas na sucessão ao trono. A princesa Berenice faleceu ainda na infância, e só se sabe de sua existência através de uma placa em sua homenagem erigida por seus pais. Ptolomeu IV e Arsínoe III, seguindo a tradição egípcia adotada pelos Ptolomeus, se casaram e foram pais de Ptolomeu V Epifânio.  Arsínoe III foi assassinada por Sosíbio logo após a morte de Ptolemeu IV.